# Абу-Мена
Абу-Мена, Абу-Мина (араб. أبو مينا) — стародавнє місто, монастирський комплекс і центр християнського паломництва пізньоантичного Єгипту. Це місто розташоване за 45 км на північний захід від Александрії. Його залишки з 1979 року входять до списку Світової спадщини ЮНЕСКО. Від стародавнього міста мало що залишилося, але фундаменти великих споруд, таких як одної з найбільших на той час базиліки, збереглися.
Розвиток сільського господарства у навколишніх районах останнім часом привів до різкого підйому рівня ґрунтових вод, через що багато споруд ділянки обвалилися або стали нестабільними. Через ці проблеми у 2001 році місто було включене до списку об'єктів Світової спадщини під загрозою знищення.

## Історія
Християнський мученик Міна Александрійський помер наприкінці 3-го — на початку 4-го століття. Документи 5-го і пізніших століть, що збереглися, подають різні версії про його поховання і заснування церкви на його честь. спільним елементом цих документів є те, що тіло святого вивезли з Александрії на верблюді в пустелю за озером Мар'ют. В один момент верблюд відмовився рухатися далі, не зважаючи на всі спроби примусити його. Це було сприйнято як воля Божа, і ті, хто супроводжували тіло, поховали його на цьому місці.
Більшість версій сходяться в тому, що згодом місце поховання було забуте до тих пір, поки його дивовижним чином не виявив місцевий пастух. З ефіопського Синаксаря:

І Господь побажав показати місце поховання святого Міни. І був посланий пастух один в пустелю цю. І одного разу хвора вівця із стада його пішла до місця цього і обмилася у невеликому джерелі біля цього місця і одразу зцілилася. Побачивши це і зрозумівши диво створене, пастух був захоплений і здивований. Тоді узяв він пил з святині цієї і, змішавши її з водою, наніс на овець своїх. І всі ті овці, що були хворими, одразу зцілилися. Так почав він зціляти, і зціляв він всіх хворих, що приходили до нього.

Слава про дар зцілення пастуха швидко розповсюдилася. Згідно з Синаксарем, сам імператор Костянтин послав свою хвору дочку до пастуха для її зцілення. Вона і знайшла поховання Міни, після чого імператор Костянтин наказав закласти на тому місці церкву. Деякі версії замість Костянтина говорять про імператора Зенона, що жив наприкінці 5-го століття, проте археологи відносять заснування церкви до кінця 4-го століття. До кінця 4-го століття вона була важливим центром паломництва християн, кожний з яких сподівався на зцілення та інші чудеса.
Під час правління імператора Аркадія місцевий архієпископ, побачивши, як юрби віруючих тісняться в невеликій церкві, написав про це візантійському імператорові. Той, у свою чергу, наказав розширити споруду. Це була перша з трьох крупних перебудов церкви, що відбулися до нагошо часу. До кінця античного періоду Абу-Мена стала головним центром паломництва в Єгипті.
Абу-Мена була зруйнована в середині 7 століття після арабського завоювання.

## Археологічні розкопки

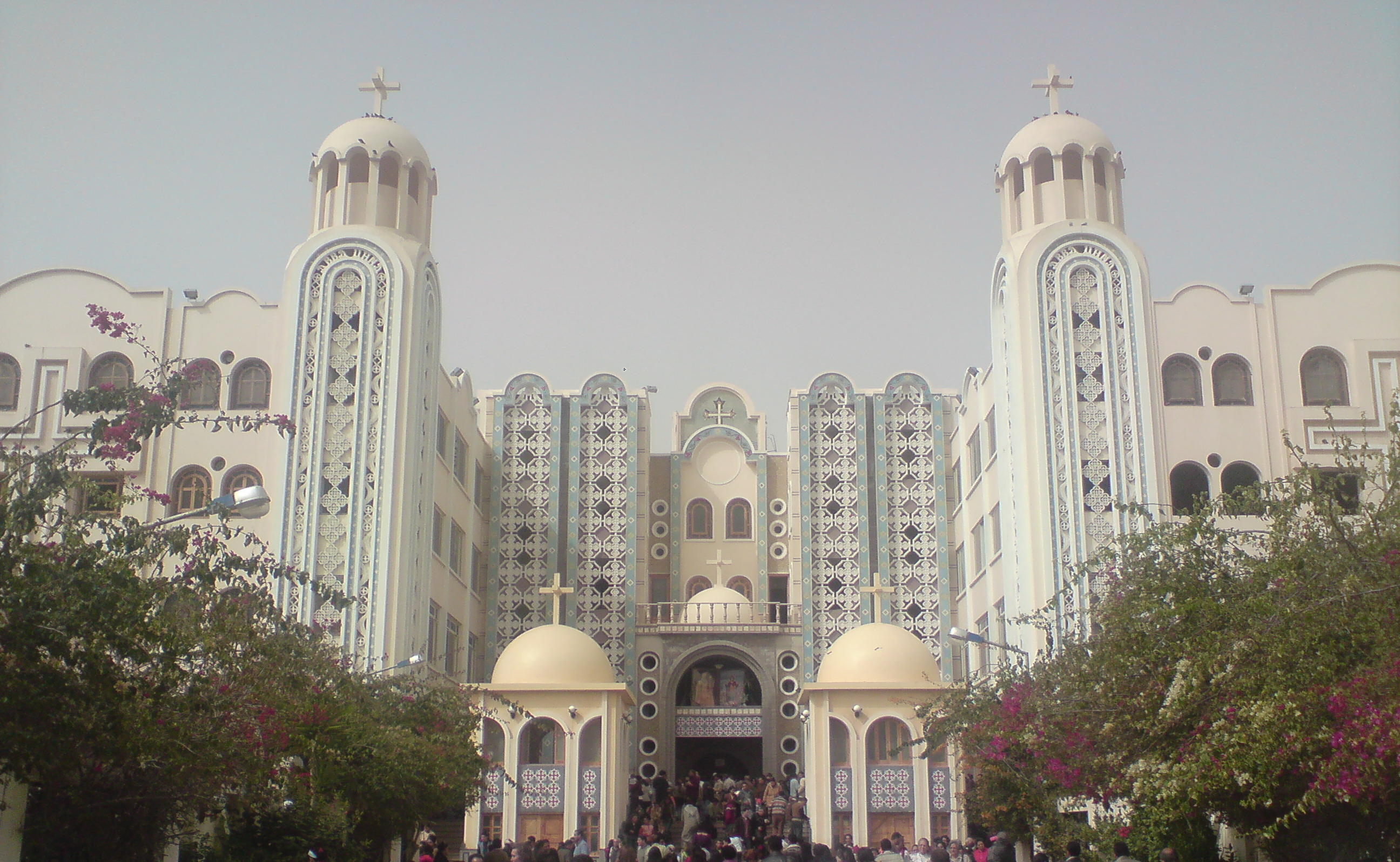
Монастир Абу-Мена в 2009 році

Вперше на цьому місці розкопки проводилися в період з 1905 по 1907 роки, в ході яких були виявлені велика базиліка, менша церква, розташована поруч, що, ймовірно, містила останки святого, та римські лазні.
Триваліші розкопки, що проводилися Німецьким археологічним інститутом, завершилися у 1998 році. Ці розкопки виявили великий гуртожиток для бідних паломників з окремими секціями для чоловіків та для жінок і дітей. На південь від великої базиліки знаходився ще один житловий комплекс, ймовірно призначений для ігуменів. Згідно з проведеними дослідженнями, велика приймальня для паломників, так званий ксенодохій, спочатку була кладовищем. Біля першої церкви також знаходиться комплекс для хрещення, що пережив принаймні три реконструкції. Також на ділянці був знайдені споруди для виготовлення вин, що включали підземні сховища 6-7 століття.

## Галерея

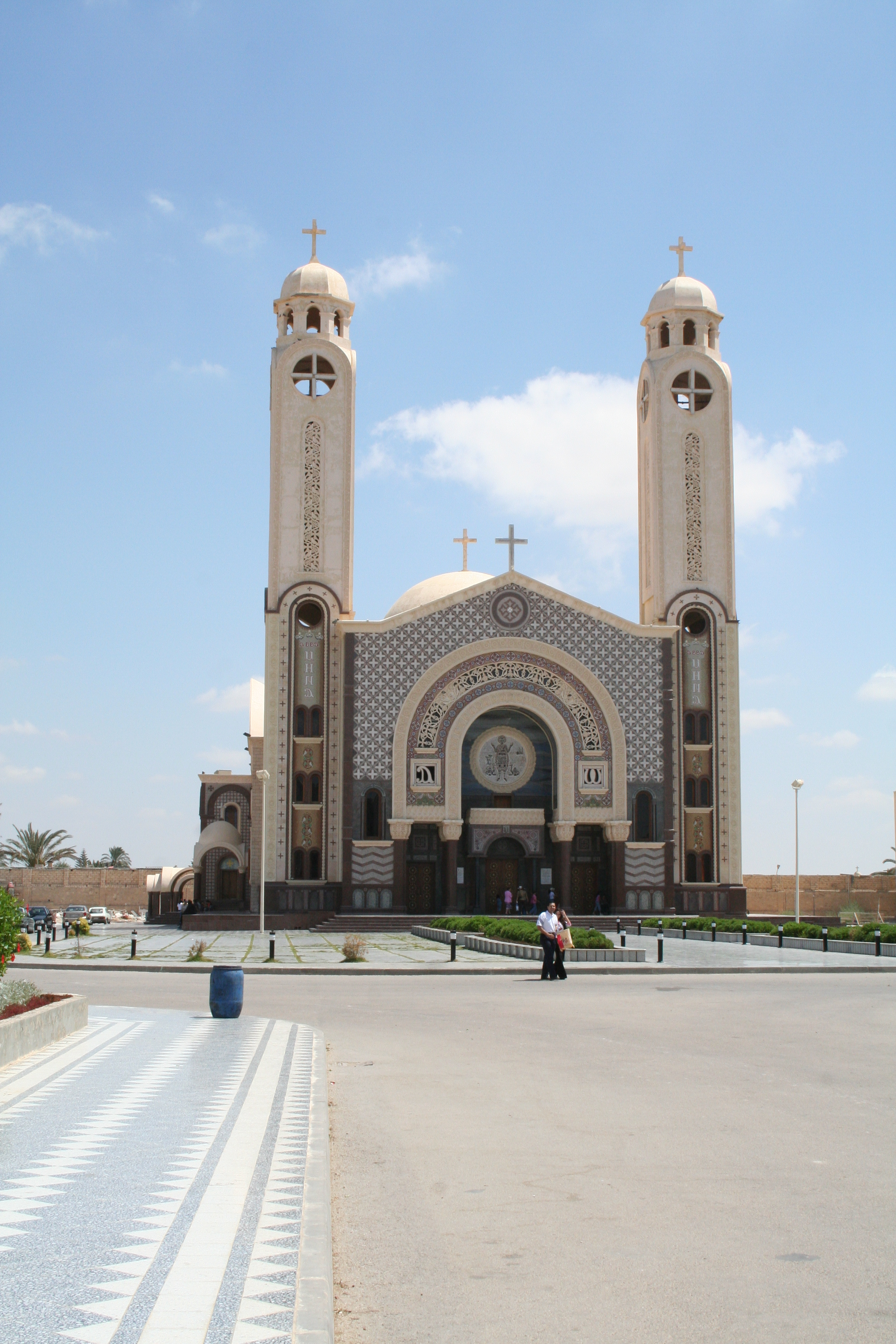
Сучасний вигляд монастиря
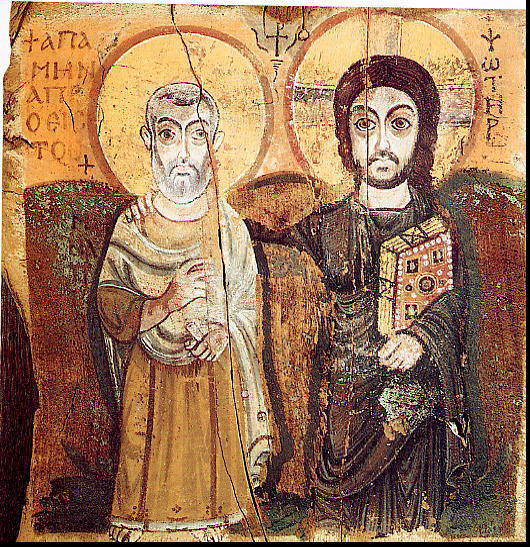
Христос і Святий Мена, єгипетська ікона 6 століття
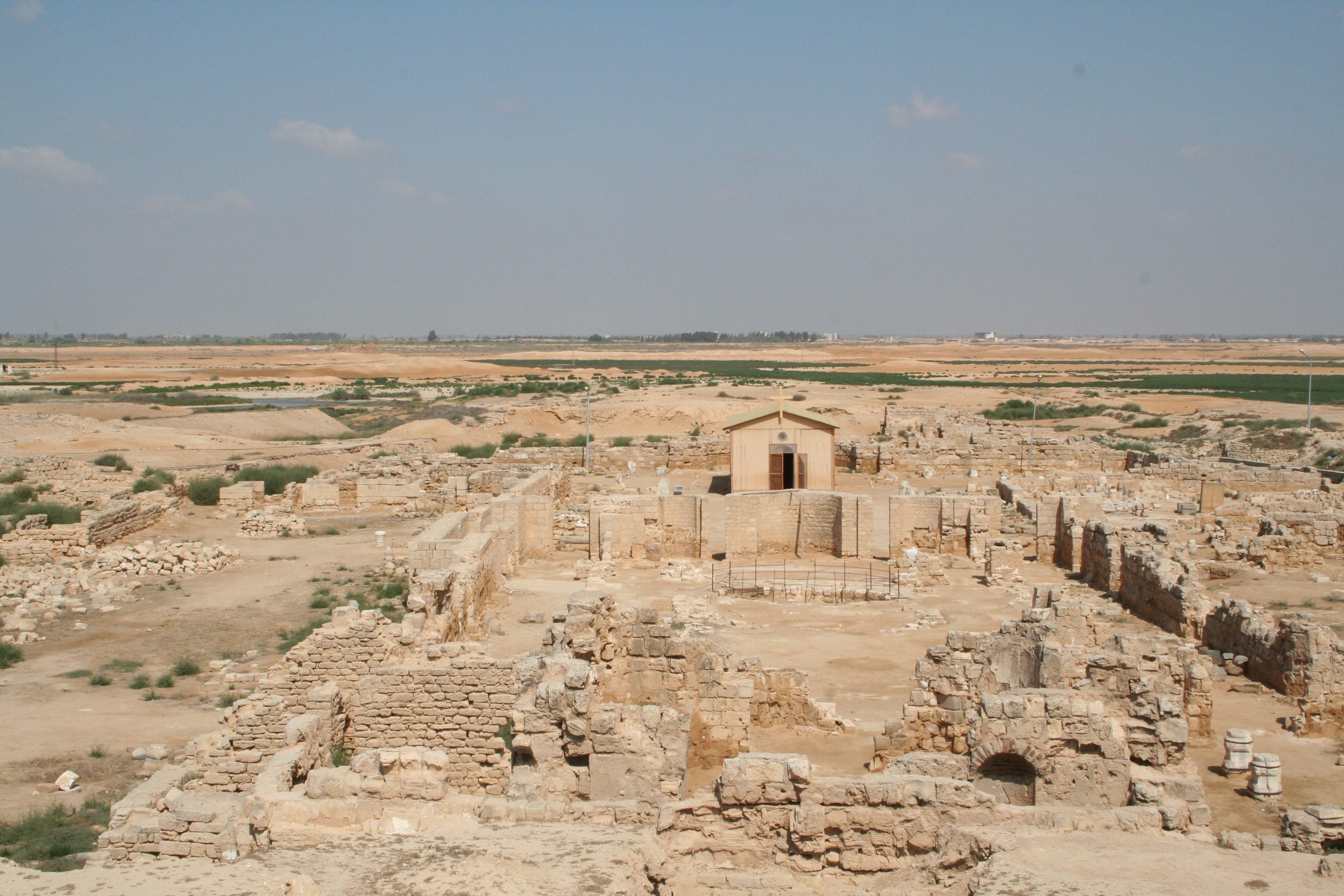
Руїни пізньоантичного монастиря
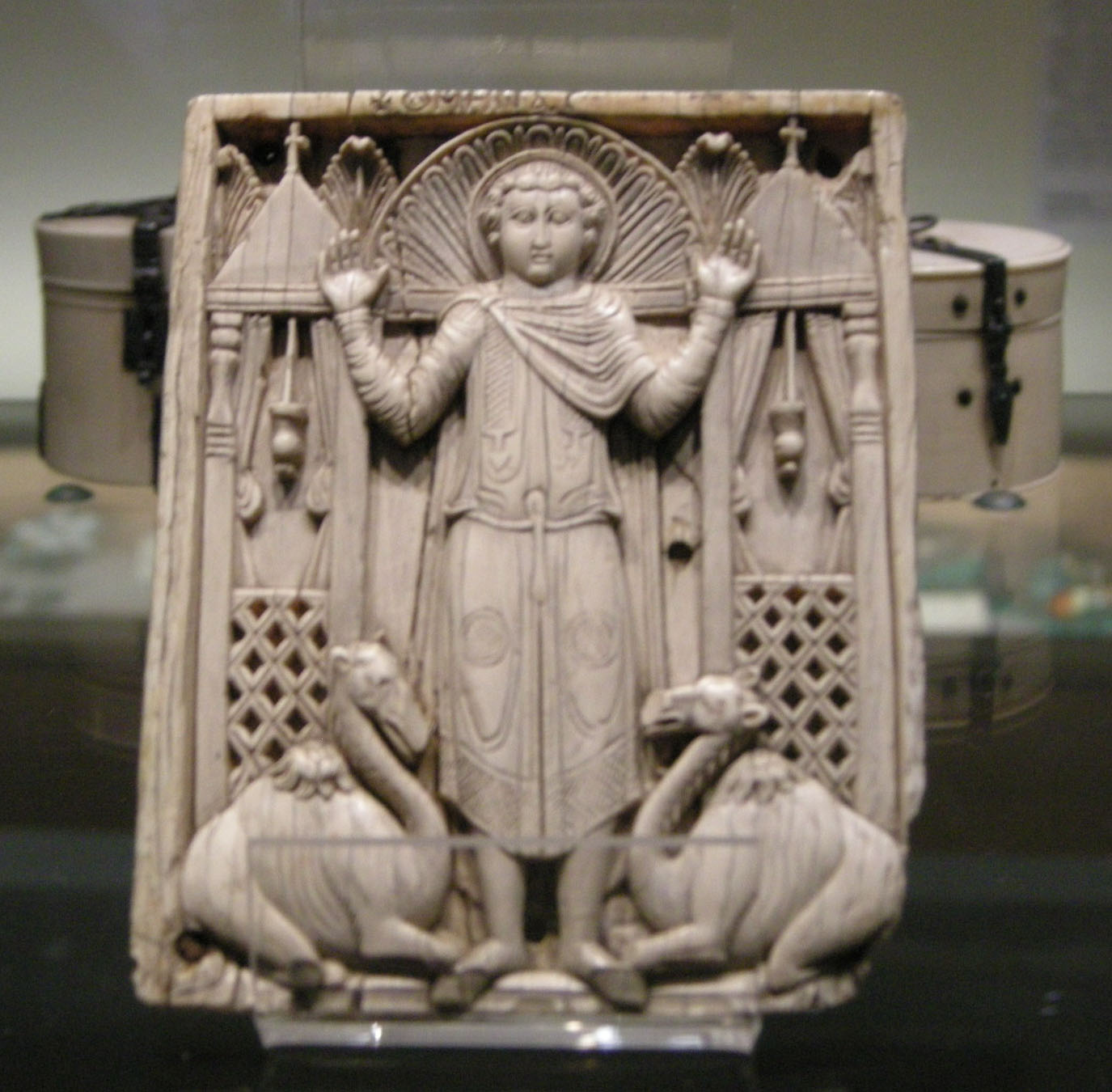
Давньохристиянська плита (Мілан, Кастель Сфорцеско)